# Normality
Normality è un videogioco stile avventura grafica sviluppato e autopubblicato da Gremlin Interactive nel 1996.

## Trama
Il gioco è ambientato una città fittizia chiamata Neutropolis, un tempo vivace e colorata che, dopo la salita al potere di un certo Paul, si è trasformata in uno stato di polizia dove ogni forma di divertimento è proibita dalla legge. La storia inizia con il protagonista Kent Knutson che viene rilasciato di prigione dopo aver scontato una pena per aver fischiettato un canzone allegra in pubblico. 
Dopo il suo rilascio, Kent viene contattato da un gruppo di sovversivi che cercano di rovesciare il governo, dovrà trovarli e cercare di unirsi a loro.

## Accoglienza
Il titolo venne accolto positivamente dalla critica, elogiando soprattutto il comparto grafico, destinato ad essere riutilizzato in futuro per il videogioco Realms of the Haunting, e per la scelta degli sviluppatori di adottare una visuale in prima persona, caratteristica rara per i giochi di questo tipo.

## Curiosità
- Violet Berlin, una nota presentatrice televisiva britannica, appare all'interno del gioco come personaggio non giocabile[3]
- Il futuro critico videoludico e fondatore di 1UP Network, John Davison, lavorò al comparto audio del gioco, producendo alcuni dei brani musicali.